# Joseph Latzel
Joseph Latzel   (Niemojów, 1764 - 5 de setembre de 1827) fou un sacerdot i compositor musical alemany.
Estudià la carrera del sacerdoci, ordenant-se el 1790. Ingressà en el convent de la Creu, i, portat pel seu afany per l'art, es dedicà sencerament a la composició. El 1798 fou nomenat director del cor del seu convent i professor de música d'una gran nombre de deixebles, molts dels quals adquiriren després una justa anomenada.
Deixà moltes peces manuscrites, vespres, una missa solemne, molts himnes ofertoris i antífones, quatre Alma, un Regina Coeli i una cantata.